# Joseph Van Roosbroeck
Joseph Louis Van Roosbroeck (Schaarbeek, 2 mei 1872 - Etterbeek, 18 augustus 1962) was een Belgisch syndicalist en politicus voor de BWP en vervolgens de BSP.

## Levensloop
Joseph Van Roosbroeck was beroepshalve carrosseriebewerker (stoffeerder) en werd vakbonds- en partijsecretaris. In 1896 werd hij secretaris van de Nationale Centrale van de Rijtuigmakers en van 1910 tot 1915 was hij secretaris van de Federatie van vakbonden van Brussel.
Hij was ook:
- directeur van de beroepsschool voor carrosserie (1906-1922) in Brussel,
- lid van de Conseil Supérieur de l'Enseignement technique (1919-1922),
- secretaris van het directiecomité van het Instituut Solvay voor Arbeidersopvoeding (1919-1922),
- voorzitter van de 'Amicale des directeurs et professeurs de l'enseignement technique' (1914-1919).

Hij werd verkozen tot socialistisch gemeenteraadslid van Anderlecht (1906-1914) en provincieraadslid van Brabant (1907-1921). Hij zetelde vanaf 1914 tevens in de algemene raad van de Belgische Werkliedenpartij (BWP) als afgevaardigde van de Brusselse federatie (1914). Na de Eerste Wereldoorlog werd hij algemeen secretaris van de BWP (1918-1934). In maart 1922 werd hij beheerder van La Prévoyance Sociale.
Hij werd in 1921 verkozen tot BWP-senator voor het [[kiesarrondissement Mechelen-[Turnhout]] en vervulde dit mandaat tot in 1949.
Hij was ook penningmeester van de Tweede Internationale en voorzitter van de Centrale voor Arbeidersopvoeding (CAO) van Brussel.